# Ockelboverken
Ockelboverken var en grupp järnbruk belägna i Gävleborgs och Kopparbergs län (nuvarande Dalarnas län). Vi, Brattfors, Jädraås, Åbron, Åmot, Viksjö, Katrineberg, Svabensverk och Hillevik låg alla emellertid inom Gävleborgs län, endast Dådrans bruk var beläget i Kopparbergs län.
År 1887 förvärvades flertalet av järnbruken av Kopparbergs och Hofors Sågverks AB. Bolaget (från 1937 Kopparfors AB) valde dock att avveckla järnbruksrörelsen under 1930-talet. Den sista enheten, lancashiresmedjan i Jädraås, lades ned 1942. Kopparfors, som därefter kom att vara ett renodlat skogsindustribolag, fusionerades 1987 med Stora, idag Stora Enso.

## Historik
Ockelboverken grundades redan på 1670-talet av Sven Bröms, en kyrkoherdeson från Ockelbo som utbildat sig till läkare i Nederländerna och Italien och sedan arbetat en tid som Drottning Kristinas livmedikus.
År 1666 fick Bröms säterifrihet på sitt ärvda hemman Wij (senare stavning; Vi) i Ockelbo och 1672 återvände han dit för uppföra en herrgård. Året därefter förvärvade han skatterättigheterna till åtskilliga hemman i Ockelbo och Valbo socknar från kammarrådet Mårten Augustinsson Leijonsköld arvingar. Tillsammans med sin svåger, borgaren Robert Petré, tog Bröms upp Åbrogruvan på Wij hemmanens skog och anlade Åbro masugn och Brattfors hammarsmedja. Året därpå, 1676, anlades även Viksjö bruk i Hamrånge socken. Masugnen vid Åbron försörjdes till en början av den närbelägna Åbrogruvan. Under 1700-talet blev problemet med vattenflödet i de öppna gruvorna alltför besvärligt, istället började man köpa malm från gruvor i Torsåkers socken.
Sven Bröms äldsta dotter, Catharina Bröms, gifte sig 1680 med Johan Silfverklou, vilken 1685 köpte Sven Bröms egendomar. När Silfverklou dog 1686 övertog hans 22-åriga dotter Catharina Silfverklou driften av bruken. Strax därefter gifte hon om sig med den drygt 20 år äldre biskopen i Västerås, Carl Carlsson. Efter biskopens död 1707 övertog hon ensam bruken. Åmots bruk, som privilegierades 1710, anlades av Catharina Bröms och kom med tiden att växa till ett av de mer betydande i Gästrikland. Vid Catharina Bröms död 1736 var Ockelboverken Gästriklands största bruksrörelse. Järnbruken med gruvor och skogar ärvdes därefter av Catharina Bröms och Carl Carlssons söner (adlade Cederström), varav den ena, hovmarskalken Sven Cederström, blev ensam ägare efter att ha löst ut sin bror. Cederström efterträddes av sonen hovmarskalken Tomas Cederström och sonsonen Karl Cederström. Under den sistnämndes tid inköptes 1779 det år 1758 anlagda och 1764 privilegierade Katrinebergs bruk med underlydande i Hanebo och Bollnäs socknar. 
Karl Cederström sålde 1793 sina fastigheter i Ockelbo, Bollnäs, Hanebo och Hamrånge socknar till sin kusin kanslirådet (sedermera överhovjägmästaren) greve Mårten Bunge. Bunge anlade Wij manufakturverk 1797 i anslutning till Wij säteri, och utvidgade anläggningarna vid Brattfors och Viksjö (sålt 1803). Bunges konkursbo sålde 1816 Ockelboverken (Åbron, Brattfors, Åmot, Wij och Katrinebergs bruk med underlydande hemman, frälseräntor m.m.) till direktören J. A. Åberg. Hans söner, Herman Teodor och Joh. Alb. Salomon, kom sedan att äga bruken gemensamt till 1834. Genom arv m.m. blev Joh. Alb. Salomon därefter ensam ägare. Under hans tid anlades 1856 Jädraås masugn och Avaströms sågverk.
Efter Åbergs död (1885) sålde arvingarna 1887 Ockelboverken till Kopparbergs och Hofors sågverksaktiebolag, som då även blev ägare till Vintjärn-Jädraås järnväg, sedermera utbyggd till Dala-Ockelbo-Norrsundets järnväg (DONJ). Samma år lades också Åmots bruk ned.

Kopparbergs och Hofors Sågverks hade 1878 köpt Dådrans järnbruk (anlagt 1804 och slutligen nedlagt 1915) i Rättviks socken med tillydande hemman, gruvor och skogar (belägna i flera olika socknar). 1880 förvärvade man Svabensverks järnbruk i Alfta socken (anlagt 1799 av bergmästaren Ant. Svab och nedlagt 1877) med underlydande hemman och skogar i Alfta, Svärdsjö, Rättviks och Sundborns socknar. Hilleviks bruk (nedlagt 1909) med tillhörande hemman och skogar köptes 1903. Syftet med järnbruksförvärven var inte att driva dessa vidare, utan att få kontroll över de stora skogsarealer som dessa ägde.
Brattfors smältstycke- och råskensverk flyttades 1912 till Jädraås, och 1919 lades all verksamhet vid bruket ned i samband med att stångjärnssmidet upphörde. Kopparbergs och Hofors Sågverks järnbruksrörelse kom därefter att vara koncentrerad till Wij/Vi och Jädraås. Valsverket i Vi installerades 1883, och kom sedan att byggas ut i omgångar. 1933 nedlades verksamheten där. Jädraås bruk byggdes under 1900-talets första år ut i flera omgångar för att klara den ökade kapaciteten. I början av 1930-talet upphörde dock järnframställningen i samband med att hyttan lades ned. Smedjan lades ned drygt tio år senare och markerade slutet för Kopparbergs och Hofors Sågverks AB:s järnbruksepok.
Jädraås bruk och Wij valsverk är idag båda bevarade som industriminnen.